# Chevalier de La Barre
Jean-François Lefebvre d'Ormesson, chevalier de La Barre (Férolles-Attilly, 12 settembre 1746 – Parigi, 1º luglio 1766), è stato un aristocratico francese giustiziato nel 1766 per non essersi tolto il cappello al passaggio di una processione e per aver detto con amici frasi ritenute blasfeme.

## Biografia
Jean-François Lefebvre d'Ormesson, Chevalier de La Barre, nacque nel 1746 in Francia da una famiglia aristocratica. Nel 1765 entrò in contrasto con un certo Belleval, il quale si riprometteva di toglierlo di mezzo. L'occasione gli si presentò il 9 agosto 1765, quando un crocifisso esposto pubblicamente su un ponte ad Abbeville venne vandalizzato e non si riuscì a scoprire il colpevole. Il vescovo di Amiens minacciò di scomunica chi sapesse qualcosa riguardo a quel fatto senza comunicarlo alla Corte Suprema di Parigi.
Belleval disse di non sapere niente a proposito del crocifisso vandalizzato, ma affermò di aver visto La Barre con due amici non togliersi il cappello durante la processione. Altre persone dissero di aver sentito La Barre bestemmiare con degli amici. Ancora altre voci identificarono i due amici di La Barre che non si erano tolti il cappello durante la processione, ovvero Gaillard d'Etallonde, di 18 anni e Moisnel, di 15. Moisnel venne assolto, ma d'Etallonde condannato alla tortura e al rogo a fuoco lento. Riuscì a scampare a questi supplizi con la fuga.

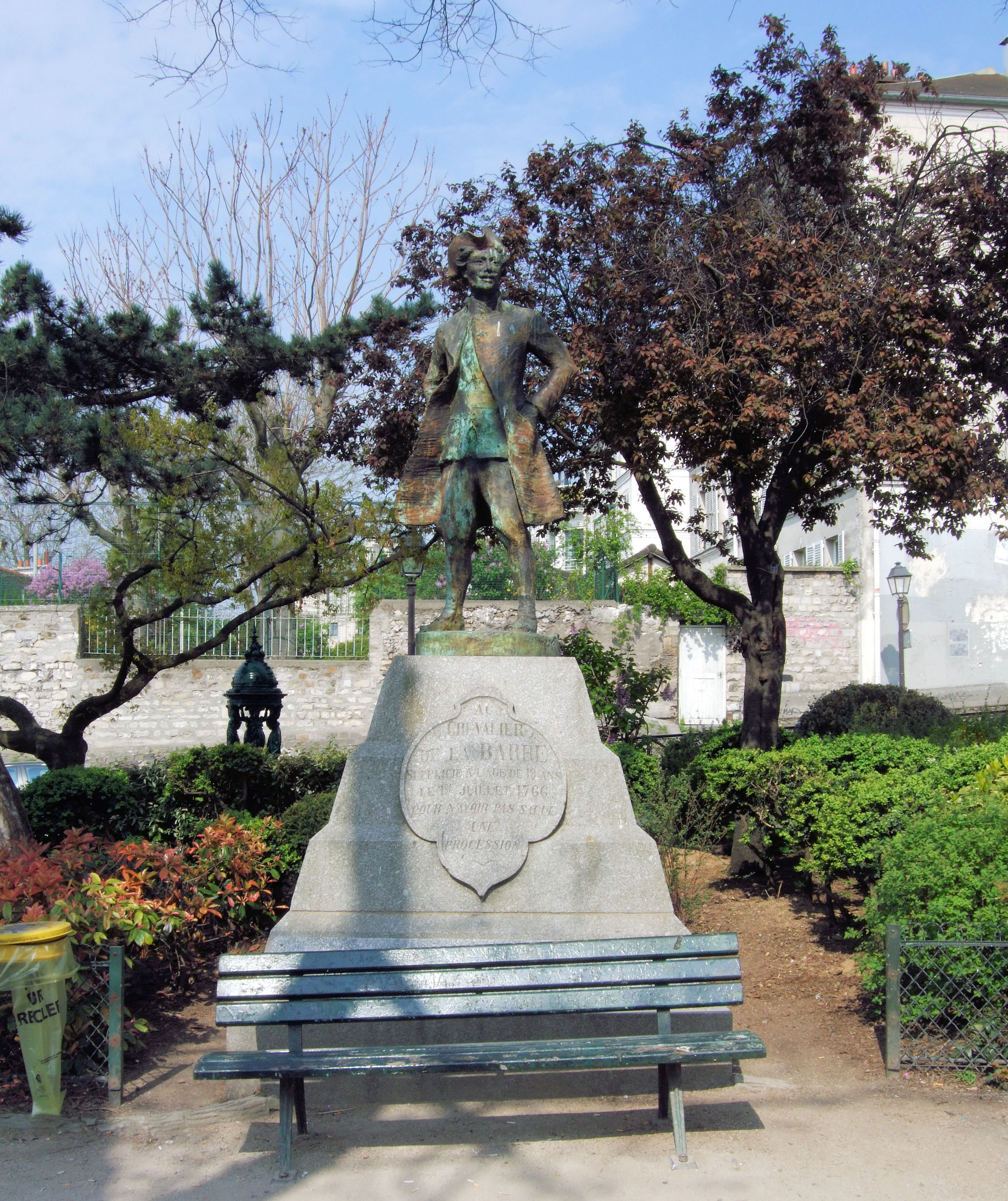
Monumento al Cavaliere de La Barre, Montmartre (Parigi)

La Barre venne torturato per confessare, ma il tribunale non riuscì a ottenere nulla. Nel 1766 fu condannato a morte per blasfemia (ovvero non essersi tolto il cappello al passaggio di una processione e aver detto frasi blasfeme), in spregio alla legge del 1666 che prescriveva solo l'ammenda e la gogna alla sesta volta e a quella del 1682, che prescriveva la pena di morte solo se al sacrilegio era accompagnato l'abuso della credulità popolare. Gli atti del processo furono riesaminati a Parigi da un apposito consiglio di venticinque giureconsulti, che confermarono la sentenza (15 voti contro 10 voti). Le sue difese furono prese da "otto intrepidi avvocati" - come li definì Voltaire - tra i quali Pierre-François Muyart de Vouglans, ma senza successo. Il cavaliere fu imprigionato. Il 1º luglio 1766 venne giustiziato, non ancora ventenne. Prima dell'esecuzione fu sottoposto nuovamente alla tortura: gli vennero spezzate le articolazioni delle gambe, ma venne risparmiato dall'ordine di perforargli la lingua.
Fu infine decapitato e il suo corpo bruciato su una pira (nel rogo - secondo quanto afferma Voltaire in una lettera a Cesare Beccaria - forse fu gettata anche una copia del Dizionario filosofico trovata negli alloggi del cavaliere). Voltaire scrisse, ispirandosi al caso Calas, della famiglia Sirvet e a quello del cavaliere, il Trattato sulla tolleranza. Dei primi due casi Voltaire riuscì ad ottenere giustizia e che fosse, se non altro, riabilitata la memoria di Calas, che era stato ingiustamente trucidato e che le famiglie potessero riavere le proprie posizioni. Il terzo, cioè il cavaliere de La Barre, sarà riabilitato solo dalla Consulta di Parigi, dopo la morte del filosofo.

## Commemorazione
Al cavaliere sono intitolati una strada e alcuni monumenti. Lo studioso autodidatta e militante ateo, Perito Agrario, Luigi Cascioli ha dedicato alla memoria del cavaliere de La Barre il suo libro La favola di Cristo-Inconfutabile dimostrazione della non esistenza di Gesù.